# Sericorema remotiflora
Sericorema remotiflora là loài thực vật có hoa thuộc họ Dền. Loài này được Lopr. miêu tả khoa học đầu tiên năm 1899.